# Gyrostemonaceae
Famille
Classification APG III (2009)
La famille des Gyrostémonacées est une famille de plantes dicotylédones qui comprend 18 espèces réparties en 3 à 6 genres.
Ce sont des arbres et surtout des arbustes, des zones arides, à feuilles alternes, des régions tempérées à tropicales d'Australie.

## Étymologie
Le nom vient du genre type Gyrostemon, dérivé du grec γύρος /  gyros, rond et στημων / stemon, « fil ; étamine », littéralement « étamines rondes ».

## Classification
La classification phylogénétique situe cette famille dans l'ordre des Brassicales.

## Liste des genres
Selon Angiosperm Phylogeny Website (21 juin 2010) :
- Codonocarpus A.Cunn. ex Endl.
- Cypselocarpus (en) F.Muell.
- Gyrostemon (en) Desf.
- Tersonia Moq.
- Walteranthus (en) Keighery

Selon NCBI (21 juin 2010) :
- Codonocarpus
- Gyrostemon
- Tersonia

Selon DELTA Angio (21 juin 2010) :
- Codonocarpus
- Cypselocarpus
- Didymotheca
- Gyrostemon
- Tersonia
- Walteranthus

## Liste des espèces
Selon NCBI (21 juin 2010) :
- genre Codonocarpus
  - Codonocarpus attenuatus
  - Codonocarpus cotinifolius
- genre Gyrostemon
  - Gyrostemon tepperi
  - Gyrostemon thesioides
  - Gyrostemon sp. Cranfield 02068672
- genre Tersonia
  - Tersonia brevipes
  - Tersonia cyathiflora